# María Adánez
María Adánez, née le 12 mars 1976 à Madrid, est une actrice espagnole. 

## Filmographie sélective

### Au cinéma
- 1998 : Cha-cha-chá d'Antonio del Real
- 1999 : Entre les jambes de Manuel Gómez Pereira
- 2001 : Tiempos de azúcar de Juan Luis Iborra
- 2009 : Vacances à la grecque (My Life in Ruins) de Donald Petrie

### À la télévision
- 2003-2006 : Aquí no hay quien viva (série télévisée)